# Win Myint
Win Myint (Danubyu, 8 novembre 1951) è un politico birmano, Presidente della Birmania dal 30 marzo 2018 fino al 1º febbraio 2021, giorno in cui fu deposto.

## Biografia
Win Myint è nato nella regione di Ayeyarwady da Tun Kyin e Daw Than. Si è laureato presso l'Università di Yangon in geologia. Nel 1985 diventa un avvocato della Corte Suprema. Fu arrestato per il suo ruolo nella Rivolta 8888. Uscito di prigione si candidò e fu eletto alle elezioni del 1990 che furono però annullate dai militari. Ricominciò la sua carriera politica nel 2012 quando fu eletto alla Camera dei Rappresentanti, di cui divenne Presidente dal 2016 al 2018.

### Presidente della Birmania
Il 21 marzo 2018, dopo le dimissioni di Htin Kyaw da Presidente della Birmania, Win Myint si dimise da Presidente della Camera dei Rappresentanti, mossa preparatoria alla sua candidatura sostenuta dalla Lega Nazionale per la Democrazia alla Presidenza del paese. Il 28 marzo 2018 fu eletto Presidente dal Parlamento con 403 voti su 636.

### Colpo di Stato del 2021
Il 1º febbraio 2021 viene arrestato dalle forze armate del paese insieme al consigliere di Stato Aung San Suu Kyi, nell'ambito di un colpo di Stato organizzato in protesta verso l'esito delle elezioni del novembre 2020, ritenute fraudolente.